# Pedro Agostinho
Pedro Agostinho (nascido em 20 de fevereiro de 1965) é um velocista português. Ele competiu nos 100 metros masculinos nos Jogos Olímpicos de Verão de 1988.